# Basiliche paleocristiane di Milano

L'antica Milano romana (Mediolanum) sovrapposta alla Milano moderna. Il rettangolo più chiaro al centro, leggermente sulla destra, rappresenta la moderna piazza del Duomo, mentre il moderno Castello Sforzesco si trova in alto a sinistra, appena fuori dal tracciato delle mura romane di Milano. Al centro, indicato in rosso salmone, il foro romano di Milano, mentre in verde il palazzo imperiale romano di Milano

Le basiliche paleocristiane di Milano sono le prime chiese cristiane costruite nella città a partire dal 313, subito dopo l'editto di Milano di Costantino, che ammise il cristianesimo tra le religioni praticate nell'Impero romano. La maggior parte fu edificata in epoca romana tardoimperiale nel periodo in cui la città romana di Mediolanum (la moderna Milano) era capitale dell'Impero romano d'Occidente (ruolo che ricoprì dal 286 al 402). 
Le chiese più antiche furono la cattedrale di Santa Maria Maggiore (Basilica vetus), la basilica di Santa Tecla (Basilica maior) e la basilica di San Lorenzo Maggiore (Basilica palatina), mentre quelle "ambrosiane", cioè quelle volute da sant'Ambrogio, furono la basilica di San Nazaro in Brolo (Basilica apostolorum), la basilica di Sant'Ambrogio (Basilica martyrum), la basilica di San Dionigi (Basilica prophetarum) e la basilica di San Simpliciano (Basilica virginum). 
Altre chiese paleocristiane di Milano furono la basilica di San Giovanni in Conca (Basilica evangeliorum), la basilica di San Vittore al Corpo (Basilica portiana), la basilica di San Calimero (Basilica sancti Calimerii) e la basilica di Sant'Eustorgio (Basilica trium magorum), mentre l'unica costruita dopo la caduta dell'Impero romano d'Occidente fu la basilica di San Vincenzo in Prato (Basilica virginum).

## Storia

Mappa dell'antica Milano romana (Mediolanum) (secoli III-V) con indicate le mura e le porte romane di Milano, il foro romano di Milano, il teatro romano di Milano, l'anfiteatro romano di Milano, il circo romano di Milano, l'area del palazzo imperiale romano di Milano (in rosa più tenue), la zecca romana di Milano, le terme Erculee, il mausoleo imperiale di Milano, la via Porticata con l'arco trionfale, i magazzini annonari romani di Milano (lat. horrea), il porto fluviale romano di Milano, i castelli romani di Milano e le basiliche paleocristiane di Milano

Durante la tetrarchia la città divenne capitale dell'Impero romano d'Occidente su volere dell'imperatore Massimiano (286-305). L'accordo tra Costantino e Licinio (noto come l'editto di Milano del 313) segnò anche l'inizio di profonde e radicali trasformazioni: l'incoraggiamento del culto cristiano portò alla metodica distruzione dei monumenti invisi alle autorità cristiane.
A questo proposito è interessante notare che nella base su cui venne costruito San Lorenzo sono state riconosciute delle pietre tolte dall'anfiteatro di Milano, segno che era stata iniziata la demolizione del grande edificio (del I secolo uno dei più grandi anfiteatri dell'Impero) tra la fine del IV o all'inizio del V secolo.
Questo impiego era giustificato sia per la presenza di corsi d'acqua attorno alla zona dove fu costruito San Lorenzo, sia perché le grandi pietre a Milano erano scarse, trovandosi in una pianura argillosa. Sia questo fatto, che il posizionamento delle famose colonne davanti al cortile, indicano che l'edificazione delle grandi basiliche di epoca imperiale venne fatta anche a spese degli edifici pagani.
Le basiliche paleocristiane di Milano possono essere suddivise in più categorie, corrispondenti a periodi successivi.
Le prime basiliche di cui si ha notizia sono "basiliche doppie". Questa particolare conformazione forse derivava dall'aspetto degli horrea romani o, più probabilmente, si trattava, come ad Aquileia, di chiese separate per i battezzati e per i catecumeni, essendo il sacramento battesimale a quell'epoca concesso solo al completamento di un processo di conversione e purificazione spirituale. La basilica di Santa Tecla (le cui rovine sono visitabili sotto il Duomo) aveva già comunque un'abside di tipo tradizionale, che ricorda quelle delle "basiliche" annesse ai grandi palazzi civili.
Una fase successiva corrisponde a quella delle grandi basiliche della più tarda romanità, a forma poligonale, a croce, ecc. Questi furono i modelli adottati (oltre che a Milano) anche per alcune tra le maggiori basiliche più famose del tardo Impero, come quelle di Costantinopoli.

## Le prime basiliche di Milano
Il centro religioso, presso l'attuale piazza del Duomo, comprendeva ben due cattedrali: una basilica vetus o minor, cattedrale "invernale" ed una basilica nova o maior, cattedrale "estiva". Queste basiliche sono state demolite per poter permettere la costruzione del Duomo di Milano.
Il complesso episcopale che fu demolito era costituito dalla basilica di Santa Tecla (nomi originari paleocristiani basilica maior o basilica nova), il battistero di San Giovanni alle Fonti, la cattedrale di Santa Maria Maggiore (nomi originari paleocristiani basilica vetus o basilica minor) e il battistero di Santo Stefano alle Fonti.

Il complesso episcopale di Milano sovrapposto alla moderna piazza del Duomo.
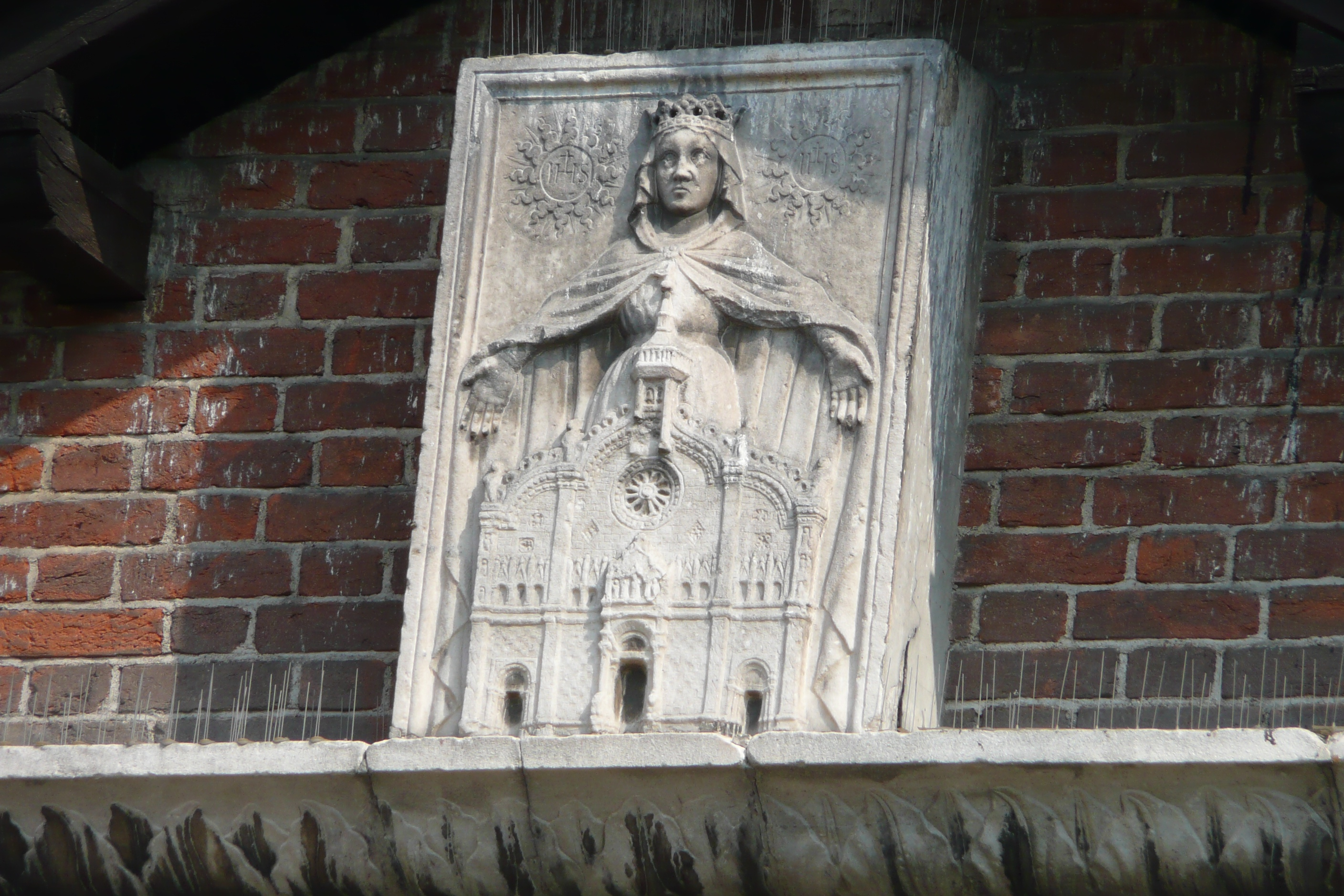
Stemma della Fabbrica del Duomo, con la facciata della non più esistente basilica vetus, prima cattedrale di Milano in seguito sostituita dal Duomo
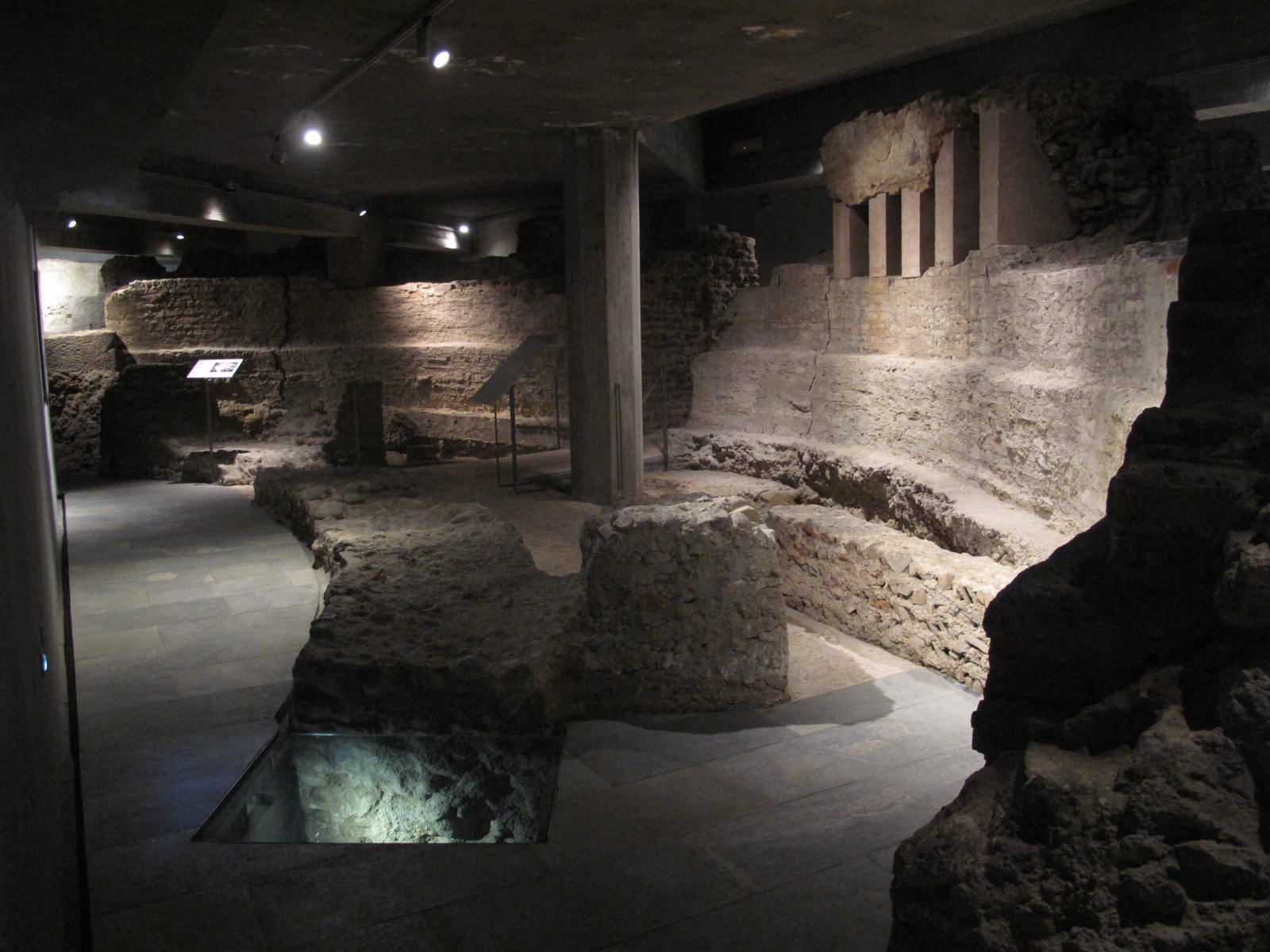
I resti dell'abside della basilica maior, che si trovano sotto il sagrato dell'odierno Duomo di Milano

### Basilica vetus
La cattedrale di Santa Maria Maggiore (nome originario paleocristiano basilica vetus) fu una delle prime chiese di Milano, edificio religioso più importante della città prima della costruzione del Duomo di Milano. La basilica vetus fu demolita nel 1386 proprio per poter permettere la costruzione del moderno Duomo di Milano. La basilica vetus, insieme ai vicini basilica maior (poi ridenominata basilica di Santa Tecla), battistero di San Giovanni alle Fonti e battistero di Santo Stefano alle Fonti, formava il "complesso episcopale". La presenza di due basiliche molto ravvicinate era infatti comune nel Nord Italia durante l'età costantiniana e si poteva trovare, in particolare, in città sedi vescovili.
La basilica vetus si trovava dove sorge ora la zona absidale posteriore del moderno Duomo di Milano. La sua costruzione iniziò nel 314 in epoca romana tardoimperiale, un anno dopo l'editto di Milano, che concesse a tutti i cittadini, quindi anche ai cristiani, la libertà di onorare le proprie divinità. Fu quindi la prima basilica paleocristiana di Milano realizzata dopo questo editto, da cui il nome (vetus in latino vuol dire "antico").

### Basilica maior
La basilica di Santa Tecla (nomi originari paleocristiani basilica maior o basilica nova) fu un'antica basilica paleocristiana di Milano oggi non più esistente che si trovava dove ora sorge il moderno Duomo di Milano. Realizzata nel 350, venne demolita nel 1461 per poter permettere la costruzione del moderno Duomo di Milano. Come già accennato la basilica maior, insieme ai vicini basilica vetus (poi ridenominata cattedrale di Santa Maria Maggiore), battistero di San Giovanni alle Fonti e battistero di Santo Stefano alle Fonti, formava il "complesso episcopale": la presenza di due basiliche molto ravvicinate era infatti comune nel Nord Italia durante l'età costantiniana e si poteva trovare, in particolare, in città sedi vescovili. Nello stesso luogo dove era situata la basilica di Santa Tecla, in epoca romana, sorgeva un tempio pagano dedicato a Minerva, che a sua volta era stato costruito sulle vestigia di un precedente tempio celtico dedicato alla dea Belisama.

### Basilica palatina

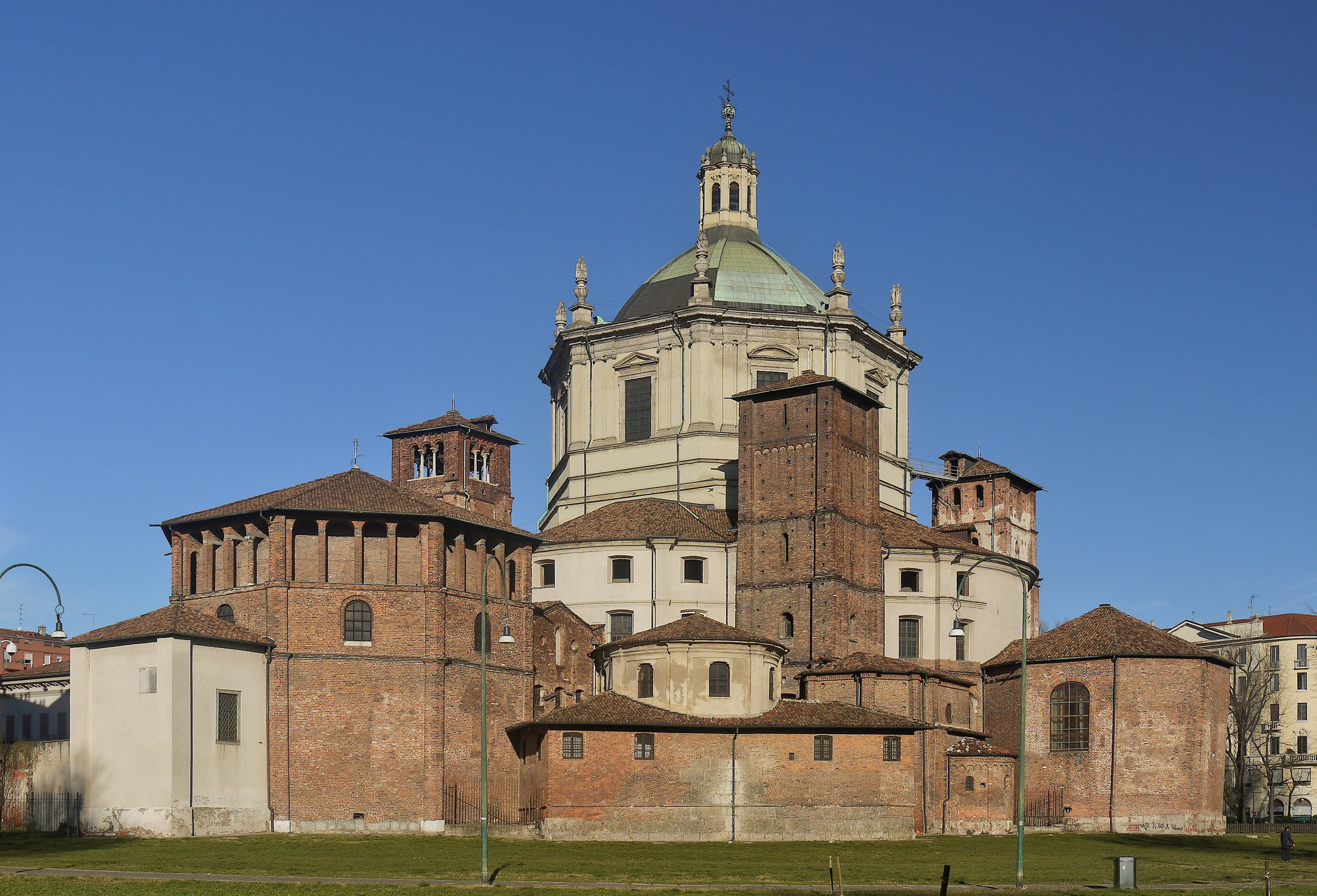
I sacelli paleocristiani della basilica di San Lorenzo con i campanili romanici e la cupola con tiburio del XVI secolo

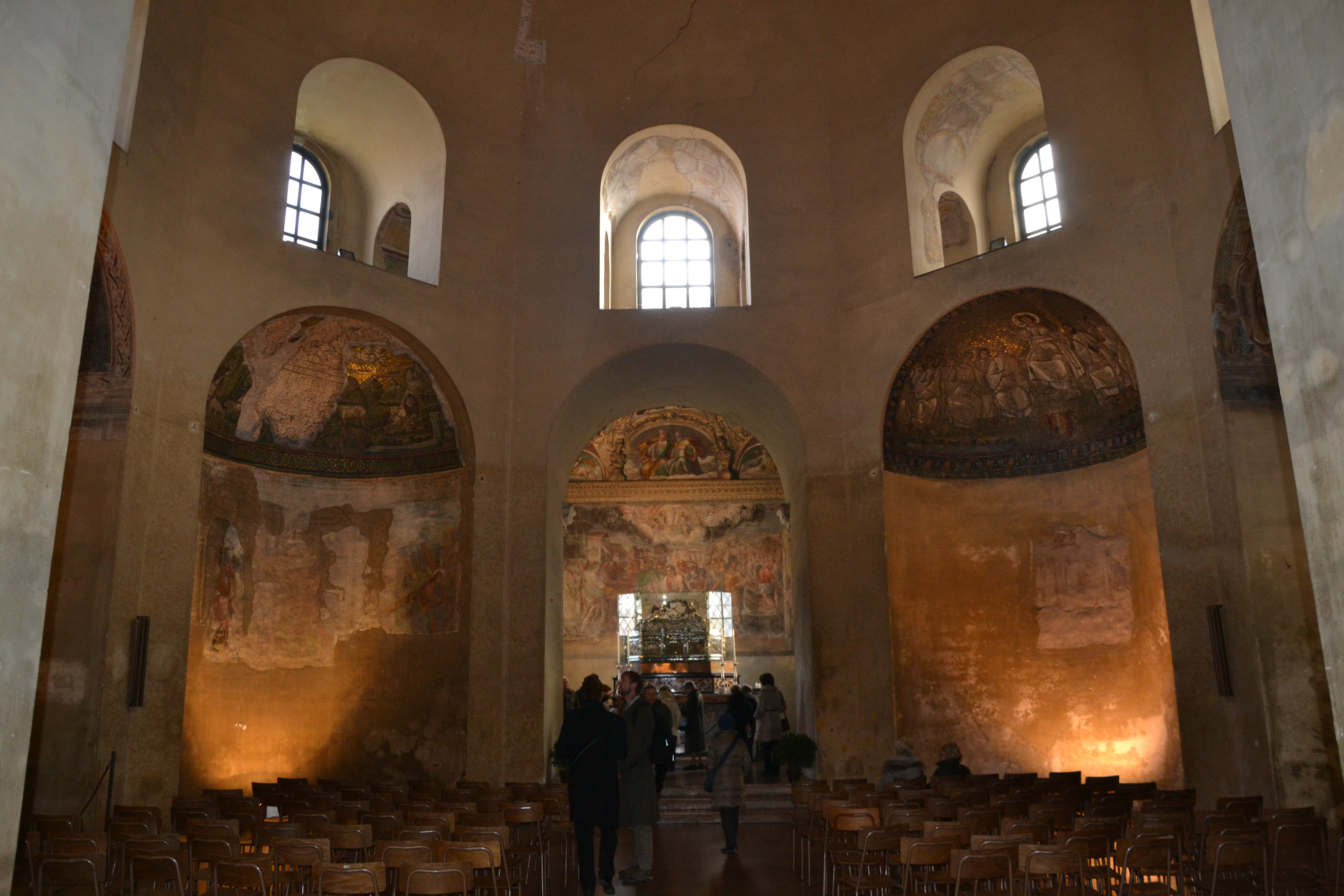
Cappella di sant'Aquilino della basilica di San Lorenzo Maggiore

La basilica di San Lorenzo, il cui nome completo è basilica collegiata prepositurale di San Lorenzo Maggiore (nome originario paleocristiano basilica palatina) è tra le più antiche chiese della città, l'edificio fu ricostruito e modificato più volte nelle forme esterne conservando quasi completamente la primitiva pianta di epoca tardo-imperiale, che fu realizzata tra il 390 e il 410: assieme alle antistanti colonne di San Lorenzo, un tempo parte dell'antiportico dell'edificio, è considerata tra i maggiori complessi monumentali di epoca romana tardoimperiale di Milano. La basilica è inoltre ritenuta essere il primo edificio a simmetria centrale dell'Occidente Cristiano. Il primigenio nome basilica palatina, poi cambiato in "San Lorenzo", deriva dalla vicinanza del Palazzo imperiale romano di Milano, chiamato genericamente palatium.

## Le basiliche ambrosiane
La figura che dominò la vita e lo sviluppo della città fu il vescovo Sant'Ambrogio, che venne nominato al soglio episcopale poco più che trentenne nel 374. Con lui, dopo il 380, in epoca romana tardoimperiale, nel periodo in cui la città romana di Mediolanum (la moderna Milano) fu capitale dell'Impero romano d'Occidente (ruolo che ricoprì dal 286 al 402), iniziò un programma di costruzione di basiliche dedicate alle varie categorie di santi. 
In particolare, vennero realizzate una basilica per i profeti (la basilica prophetarum, in seguito ridenominata basilica di San Dionigi), una per gli apostoli (la basilica apostolorum, che poi prese il nome di basilica di San Nazaro in Brolo), una per i martiri (la basilica martyrum, che in seguito ospitò le sue spoglie e divenne la basilica di Sant'Ambrogio), una per le vergini (la basilica virginum, ridenominata poi basilica di San Simpliciano). Erano infatti dedicate ciascuna ad una diversa famiglia di santi, dato che non esisteva ancora l'usanza di intitolare le chiese a un solo santo. Le posizioni delle quattro basiliche, tutte costruite fuori dalle mura romane di Milano, disegnavano una croce simbolica. 

### Basilica martyrum

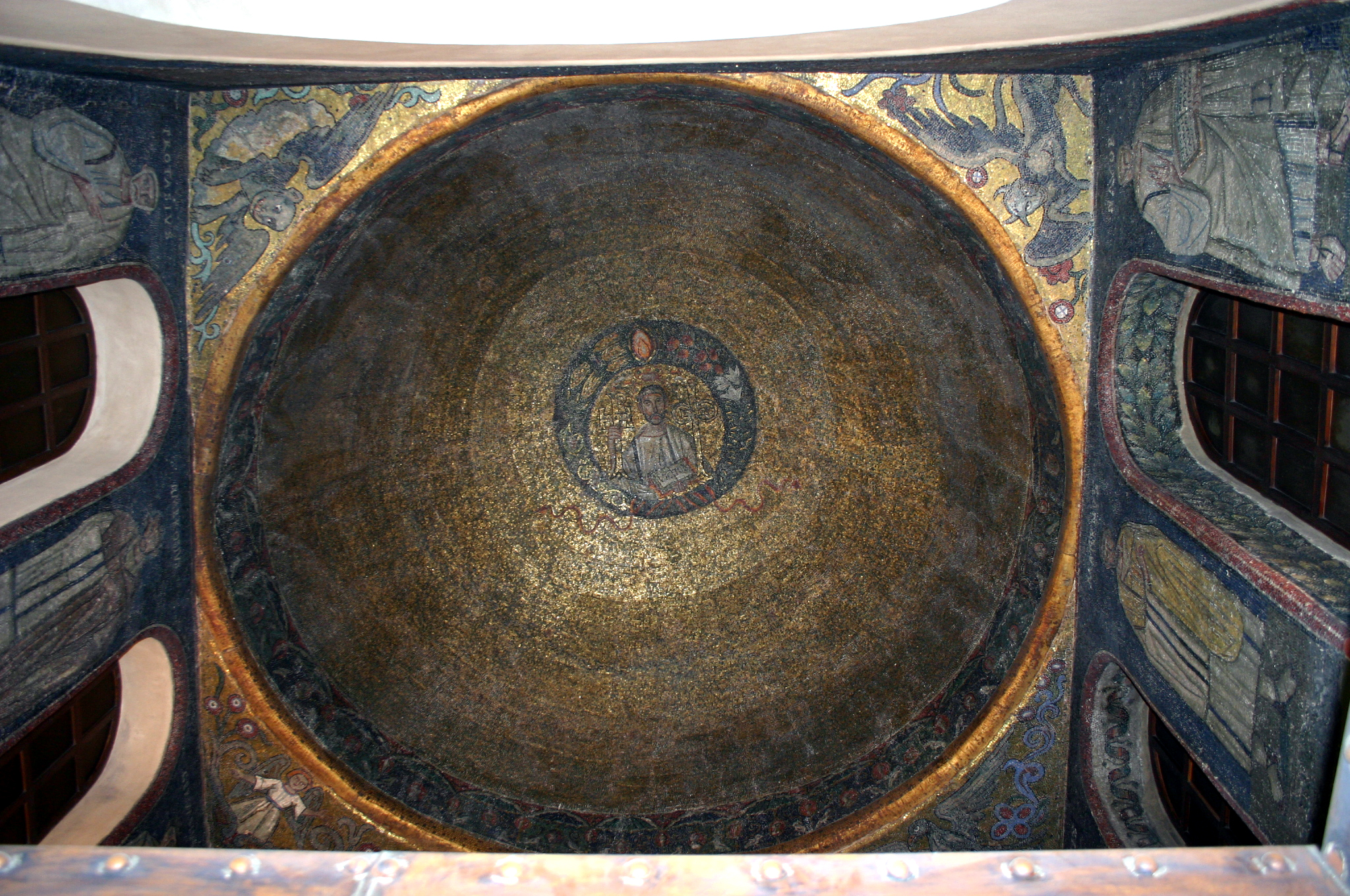
Mosaici del sacello di San Vittore in ciel d'oro, basilica di Sant'Ambrogio. Rappresentano una dei pochissimi resti dell'antica basilica paleocristiana

La basilica di Sant'Ambrogio, il cui nome completo è basilica romana minore collegiata abbaziale prepositurale di Sant'Ambrogio (nome originario paleocristiano basilica martyrum), è una delle più antiche chiese di Milano. Si trova in piazza Sant'Ambrogio e rappresenta non solo un monumento dell'epoca paleocristiana e romanica, ma anche un punto fondamentale della storia milanese e della Chiesa ambrosiana. È tradizionalmente considerata la seconda chiesa per importanza della città dopo il Duomo di Milano. 
Edificata tra il 379 e il 386 in epoca romana tardoimperiale per volere del vescovo di Milano Ambrogio, venne quasi totalmente ricostruita assumendo l'aspetto definitivo tra il 1088 e il 1099. Rispetto alla chiesa originale paleocristiana del IV secolo la nuova basilica dell'XI secolo ne ereditò scrupolosamente la pianta: tre navate absidate senza transetto con quadriportico antistante. Il suo complesso architettonico è composto dal monastero di Sant'Ambrogio, dalla canonica di Sant'Ambrogio, dalla chiesa di San Sigismondo e dalla basilica. 

### Basilica apostolorum
La basilica dei Santi Apostoli e Nazaro Maggiore (nome originario paleocristiano basilica apostolorum), comunemente detta basilica di San Nazaro in Brolo, è una delle più antiche chiese di Milano, situata in piazza San Nazaro in Brolo. Si tratta della più antica chiesa a croce latina della storia dell'arte occidentale, realizzata in questa forma per celebrare la risurrezione di Gesù, come testimoniato da un'epigrafe collocata delle pareti del coro. Il complesso si compone della basilica e dei successivi Mausoleo Trivulzio e cappella di Santa Caterina, che sono entrambi rinascimentali. Il Mausoleo Trivulzio, monumentale cappella realizzata dal Bramantino, ha coperto l'originale facciata della basilica cambiandone radicalmente l'aspetto. 
La basilica prende il nome dal Broletto Vecchio, detto anche Brolo dell'Arcivescovo o Brolo di Sant'Ambrogio, prima sede del governo della città di cui si abbia traccia documentata, che ebbe questo ruolo durante il periodo dei comuni nel basso medioevo. Il Broletto Vecchio ha dato il nome al quartiere del Brolo, del quale fa parte la basilica di San Nazario in Brolo. Edificata tra il 382 e il 386, nel 1075 fu gravemente danneggiata da un rovinoso incendio venendo ricostruita in forme romaniche. Numerose furono le trasformazioni nel XVII e XVIII secolo, con le parti interne che vennero rinnovate in forme neoclassiche tra il 1828 e 1832. La chiesa è visitabile gratuitamente grazie alla collaborazione con i volontari per il patrimonio culturale "Aperti per voi" del Touring Club Italiano.

### Basilica virginum

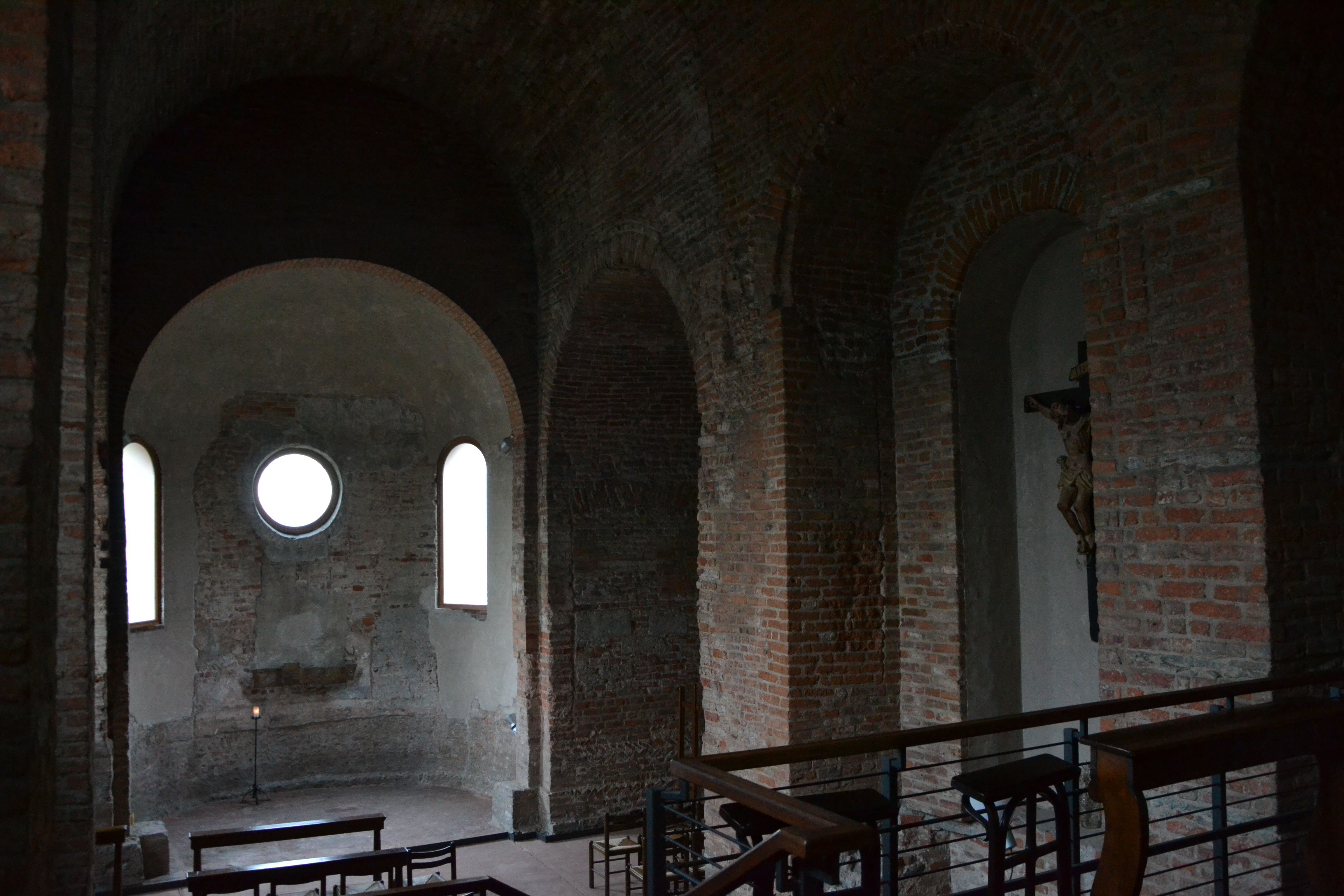
Il sacello dei martiri dell'Anaunia, basilica di San Simpliciano

La basilica di San Simpliciano (nome originario paleocristiano basilica virginum) sorge in piazza San Simpliciano, su un lato di corso Garibaldi. Attorno alla basilica fu costruito nel IX secolo un monastero benedettino, di cui sopravvive il chiostro grande di San Simpliciano. La basilica fu eretta fuori dalla Porta Cumensis su una delle sei vaste aree cimiteriali esistenti in epoca romana. Nel 1176 la basilica divenne famosa per la vittoria nella battaglia di Legnano, perché racconta la tradizione che i tre martiri Sisinnio, Martirio e Alessandro (le cui reliquie erano custodite nella basilica), in forma di colombe, si fossero posati sul Carroccio annunciando la vittoria.
Modifiche alla struttura furono apportate tra l'XI ed il XIII secolo; furono costruite le attuali volte e la cupola, in sostituzione dell'originaria copertura a capriate lignee. Furono tamponati i grandi finestroni di epoca romana per rafforzare la struttura. Fu riedificato l'abside, con dimensioni ridotte. L'interno dell'attuale chiesa pertanto appare oggi definito in grandi linee dalla costruzione romanica. 

### Basilica prophetarum
La basilica di San Dionigi (nome originario paleocristiano basilica prophetarum) fu distrutta nel Settecento per far spazio ai giardini pubblici di Porta Venezia e poi al Museo civico di storia naturale. Venne realizzata in un periodo precedente al 381.
Secondo l'Itinerario Salisburghese del VI secolo, sappiamo che la cappella era in grande decadenza, così pure il culto dei due santi a tal punto che nell'830 l'arcivescovo di Milano donò al vescovo di Vercelli, Nottingo, parti del corpo di sant'Aurelio, trattenendone a Milano il capo. Nell'882 l'arcivescovo Angilberto I si risolse dunque a costruire una nuova chiesa più grande per degnamente onorare il corpo di san Dionigi.

## Altre basiliche

### Basilica portiana
La basilica prepositurale di San Vittore al Corpo (nome originario paleocristiano basilica portiana) sorge nel centro storico di Milano, in Via San Vittore 25. Già basilica dei monaci olivetani, che dimoravano nell'annesso monastero, convertito poi nel Museo della scienza e della tecnologia, è attualmente sede di una parrocchia. La chiesa è visitabile gratuitamente grazie alla collaborazione con i volontari per il patrimonio culturale del Touring Club Italiano. Realizzata nel IV secolo, ha preso il suo aspetto attuale nel XVII secolo. 

### Basilica trium magorum

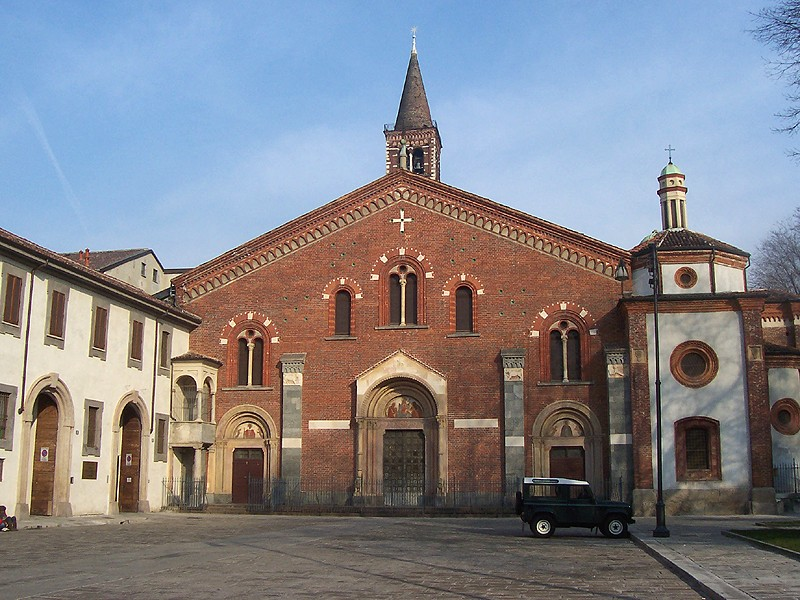
La basilica di Sant'Eustorgio

La basilica di Sant'Eustorgio (nome originario paleocristiano basilica trium magorum) è situata nell'omonima piazza a Milano, nei pressi di Porta Ticinese. La basilica fu fondata probabilmente intorno all'anno 344. L'attuale facciata della basilica, il cui progetto originale era risalente al secolo XII, è frutto di un restauro in stile neoromanico, compiuto dall'ingegnere Giovanni Brocca tra il maggio 1864 e l'agosto 1865.
Secondo la tradizione, Sant'Eustorgio ricevette direttamente dall'imperatore Costante I, come dono, un enorme sarcofago di pietra contenente le reliquie dei Magi, da cui il nome originario paleocristiano della basilica, proveniente dalla Basilica di Santa Sofia di Costantinopoli (dove erano stati inumati diversi decenni prima dall'imperatrice Sant'Elena, che li aveva ritrovati durante il suo pellegrinaggio in Terra santa). Nel transetto destro della basilica è collocato un antico sarcofago romano che conteneva, secondo la tradizione, le spoglie dei tre Magi che Eustorgio trasportò da Costantinopoli alla basilica di Santa Tecla. Le reliquie, che furono trafugate durante il saccheggio delle truppe di Federico Barbarossa nel 1162, furono in parte restituite nel 1904 venendo custodite nella teca posta sopra l'altare della cappella dei Magi. 

### Basilica evangeliorum

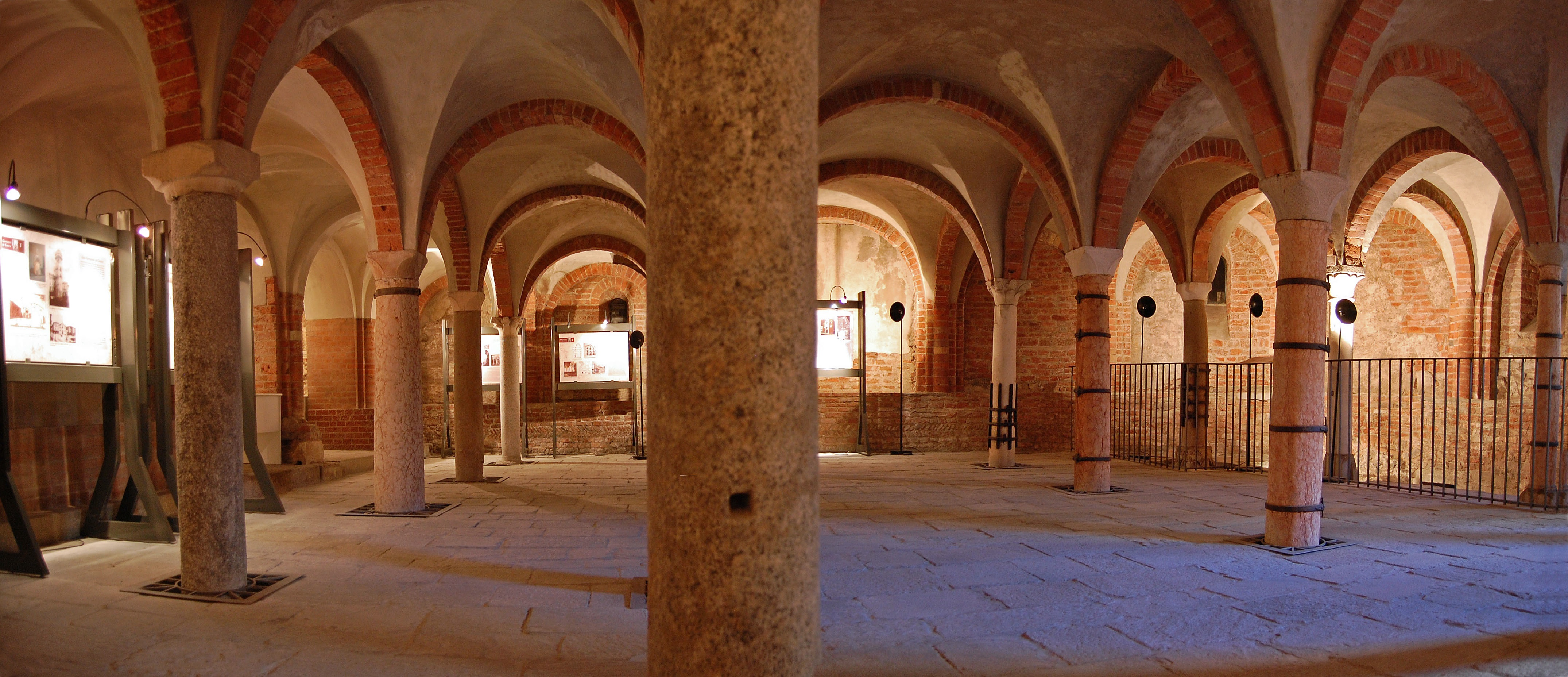
La cripta di San Giovanni in Conca

La cripta di San Giovanni in Conca è un monumento situato in piazza Missori a Milano. Si tratta dei resti dell'antica basilica di San Giovanni in Conca (nome originario paleocristiano basilica evangeliorum), della quale rimangono oggi solo poche tracce risalenti all'XI secolo, vale a dire parte dell'abside e l'intera cripta, da cui il nome dei moderni resti. Realizzata tra il V e il VI secolo in stile paleocristiano, fu ricostruita nel Medioevo in stile romanico. Il termine "in Conca" nel nome della cripta richiama un avvallamento del terreno su cui venne poi realizzata la basilica. La basilica fu demolita tra il 1948 e il 1952 per esigenze viabilistiche. La cripta è visitabile gratuitamente grazie alla collaborazione con i volontari per il patrimonio culturale "aperti per voi" del Touring Club Italiano.

### Basilica sancti Calimerii
La basilica di San Calimero (nome paleocristiano basilica sancti Calimerii) è nel centro storico di Milano, situato nell'omonima via. Risalente almeno al 490, ha subito modifiche nel XVII secolo ad opera di Francesco Maria Richini venendo completamente restaurata nel 1882, lavori che le hanno dato l'aspetto attuale.

## Basiliche successive alla caduta dell'Impero romano d'Occidente
L'unica chiesa milanese successiva alla caduta dell'Impero romano d'Occidente che conserva parti paleocristiane è la basilica di San Vincenzo in Prato.

### Basilica virginum

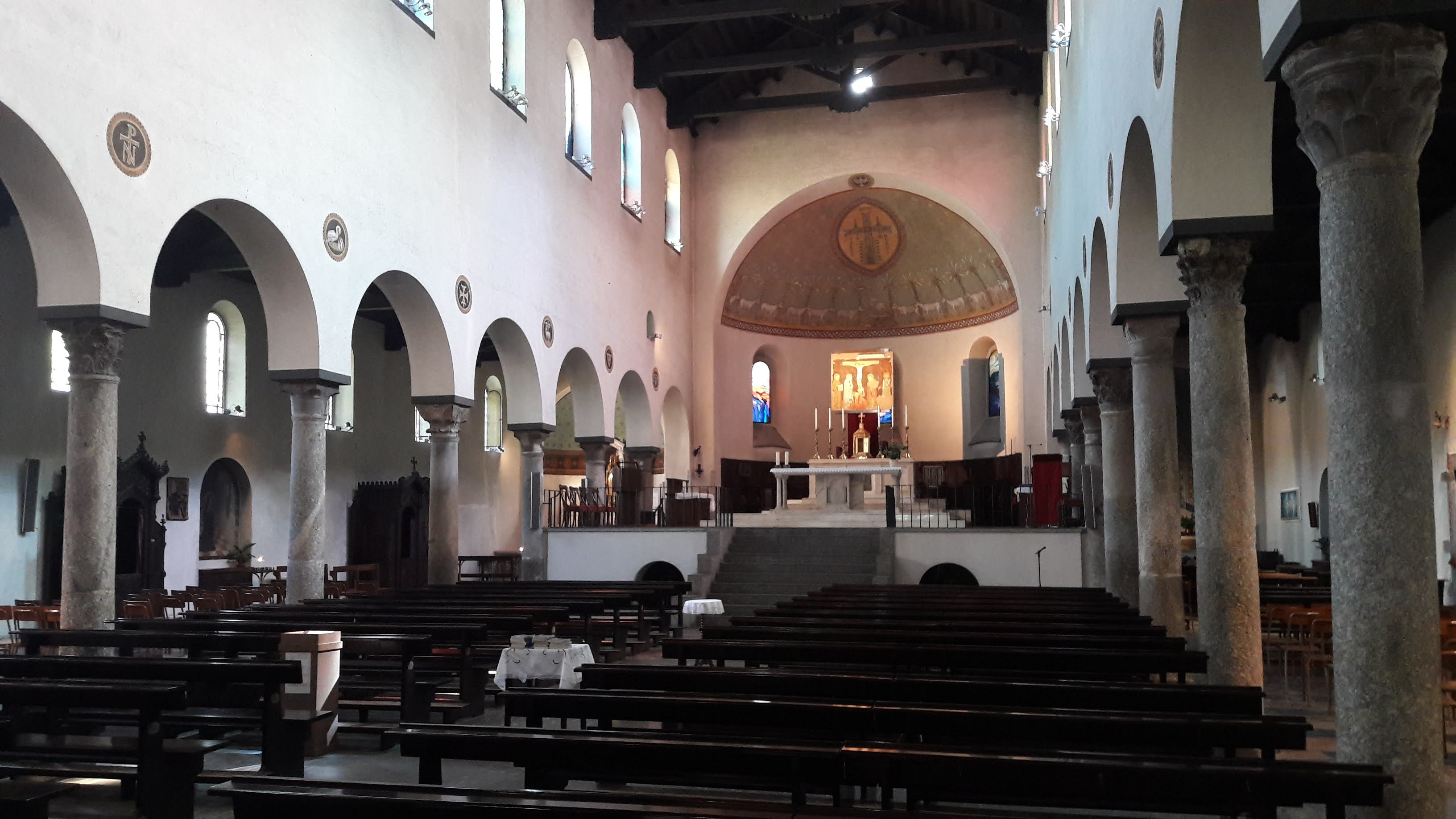
Basilica di San Vincenzo in Prato, interno

La basilica di San Vincenzo in Prato (nome originario paleocristiano basilica virginum) è situata in via Daniele Crespi, non lontano dalla Darsena di Porta Ticinese. Si tratta dell'unica chiesa milanese che conservi un autentico stile paleocristiano del primo tipo canonico, simbolo della semplicità; per l'assenza di sovrapposizioni di altri stili, è un catalogo vivo delle componenti architettoniche e le suggestioni dell'idea Paleocristiana, assai adatto alla didattica. Può anche dare l'idea di come fosse la prima antica Basilica vetus, perché ha similitudini di forme, proporzioni ed aspetti stilistici.